# オーストラリア総督
オーストラリア総督（オーストラリアそうとく、英: Governor-General of Australia）は、オーストラリアの元首たるオーストラリア国王（イギリス国王と同一人物）の代理人である。

## 概要
イギリス国王がオーストラリアに滞在しているときは、その地位はオーストラリア国王になるが、実際に滞在することは少ないため、代理として総督が派遣され、首都キャンベラに在留することになる。現在ではオーストラリア連邦政府が指名した人物をイギリス国王が任命することになっている。憲法上は幾つかの権限を有しているが、事実上は名誉職とされる。

### 連邦総督制度
19世紀までには、イギリスはニューサウスウェールズ、ビクトリアなど各植民地に6人の総督（州総督）を派遣していたが、1901年に自治領オーストラリアが発足すると、「連邦総督」というポストが生まれた。なお、州総督も存続することになった。
これは、貴族や国会議員、高級官僚のキャリアに大きく資するものであった。この連邦総督というものはイギリス国王の代理であり、国家主権を代表する存在であった。そのため、「自治領オーストラリア政府」がイギリス本国に意思疎通を図るときは、まず連邦総督を経由しなければならなかった。連邦総督はイギリス本国に対しては植民地省と協働し、本国の政策決定のオーストラリアへの伝達や、オーストラリアの情報の本国への報告などをしていた。現状分析のレポートは毎月作成された。これらのレポートには、オーストラリアにおける最近の国情が政治・経済など多岐わたって記録されており、極秘扱いで植民地大臣の元へと送られた。これによってイギリスは、アメリカ独立の轍を踏まないように、巧みな植民地経営をおこなった。

### オーストラリア人の連邦総督
1931年にはオーストラリア生まれのサー・アイザック・アイザックス高等法院（最高裁判所）長官が連邦総督に就任した（在任: 1931年-36年）。これはジェームズ・スカリン首相の推薦を受けたものであり、オーストラリアの自治が進むと同時にイギリスの面子が維持されることとなった。
アイザックス以降の5人の連邦総督は、再びイギリス本国から任命派遣されたが、1965年にリチャード・ケーシー元外務大臣がオーストラリア政府の指名によって連邦総督に就任すると、このオーストラリア政府が指名した人物をオーストラリア国王（＝イギリス国王）が任命するという慣習が確立されて今に至る。

## 権限
オーストラリア憲法上は、オーストラリア首相の任免（同64条）、法案の裁可（同58条）、下院の解散権（同5条）、法案について上下両院異なる判断をしたときに条件付きで上下両院を同時解散（同57条）できる権限のほか、オーストラリア国防軍の最高指揮権を有する（同68条）。また、オーストラリア海外領土のココス諸島及びクリスマス島とノーフォーク島の行政官の任免権も有する。

### 総督、首相を罷免
第二次世界大戦後はイギリスのオーストラリアへの影響力が低下するに従い、連邦総督の名誉職化が進行する。だが1975年には上院での予算案の審議拒否を始めとする政治的な混乱を解決するためとしてジョン・カー連邦総督が憲法64条の規定に従いゴフ・ウィットラム首相を罷免し、野党自由党党首のマルコム・フレーザーを暫定首相に任命する事件が発生した。この後、フレーザーの助言に従って上下両院も解散され、総選挙が実施された。
首相の罷免は確かに憲法の条文に違反しないものの、総督が従うべきと考えられていた憲法的慣習にそぐわない行為であったため、その是非を巡って論争が行われる事となった。この過程で、いまだに植民地時代の憲法が効力を持っていることをオーストラリア人は再認識するに至った。
これを契機にオーストラリア政府は政治的野心の少なく穏健で、人々の尊敬を集めるような人物（退役将校や元裁判官など）を指名する傾向が強くなった。

## 「改憲、共和制」論争
ウィットラム首相の罷免劇に直面したオーストラリアでは憲法改正や共和制導入が議論されたが、いまだに連邦総督制度は残っている。

## 指名・就任手続き
総督の地位は、オーストラリア憲法第2条に規定されており、国王によって任命される。現在では、慣例によりオーストラリア首相の指名に基づいて、任命が行われる。

## 歴代オーストラリア総督
| 代 |  | 人物                                                                      | 期間                          |
| -- |  | ------------------------------------------------------------------------- | ----------------------------- |
| 1  |  | 第7代ホープトン伯爵ジョン・ホープ , KT, GCMG, GCVO, PC                    | 1901年1月1日 - 1903年1月9日   |
| 2  |  | 第2代テニスン男爵ハーラン・テニスン, GCMG, PC                             | 1903年1月9日 - 1904年1月21日  |
| 3  |  | 初代ノースコート男爵ヘンリー・ノースコート, GCMG, GCIE, CB, PC            | 1904年1月21日 - 1908年9月9日  |
| 4  |  | 第2代ダドリー伯爵ウィリアム・ウォード, GCB, GCMG, GCVO, TD, PC            | 1908年9月9日 - 1911年7月31日  |
| 5  |  | 第3代デンマン男爵トマス・デンマン, GCMG, KCVO, PC, JP                     | 1911年7月31日 - 1914年5月18日 |
| 6  |  | サー・ロナルド・マンロー＝ファーガスン, GCMG, DL                          | 1914年5月18日 - 1920年10月6日 |
| 7  |  | 初代フォースター男爵ヘンリー・フォースター, GCMG, PC, DL                  | 1920年10月6日 - 1925年10月8日 |
| 8  |  | 初代ストーンヘイヴン男爵ジョン・ベアード, GCMG, DSO, PC, JP, DL           | 1925年10月8日 - 1931年1月21日 |
| 9  |  | サー・アイザック・アイザックス, GCB, GCMG                                 | 1931年1月21日 - 1936年1月23日 |
| 10 |  | 初代ゴーリー男爵アレグザンダー・ホア＝リヴェン准将, VC, GCMG, CB, DSO, PC | 1936年1月23日 - 1945年1月30日 |
| 11 |  | グロスター公ヘンリー, KG, KT, KP, GCB, GCMG, GCVO                         | 1945年1月30日 - 1947年3月11日 |
| 12 |  | サー・ウィリアム・マッケル, GCMG                                          | 1947年3月11日 - 1953年5月8日  |
| 13 |  | サー・ウィリアム・スリム元帥, KG, GCB, GCMG, GCVO, GBE, DSO, MC           | 1953年5月8日 - 1960年2月2日   |
| 14 |  | 初代ダンロッシル子爵ウィリアム・モリスン, GCMG, MC, QC, PC                | 1960年2月2日 - 1961年8月3日   |
| 15 |  | 初代ド・リール子爵ウィリアム・シドニー, VC, GCMG, GCVO, GCMG, PC          | 1961年8月3日 - 1965年5月7日   |
| 16 |  | ケイシー男爵リチャード・ケイシー, KG, GCMG, CH, DSO, MC, KStJ, PC         | 1965年5月7日 - 1969年4月30日  |
| 17 |  | サー・ポール・ハズラック, GCMG, GCVO在任中の1970年5月29日に受章           | 1969年4月30日 - 1974年7月11日 |
| 18 |  | サー・ジョン・ロバート・カー, AK, GCMG, GCVO, GCVO, QC                    | 1974年7月11日 - 1977年12月8日 |
| 19 |  | サー・ゼルマン・コウエン, AK, GCMG, GCVO, QC                              | 1977年12月8日 - 1982年7月29日 |
| 20 |  | サー・ニニアン・スティーヴン, KG, AK, GCMG, GCVO, KBE, QC                 | 1982年7月29日 - 1989年2月16日 |
| 21 |  | ウィリアム・ヘイデン, AC                                                  | 1989年2月16日 - 1996年2月16日 |
| 22 |  | サー・ウィリアム・パトリック・ディーン, AC, KBE                           | 1996年2月16日 - 2001年3月29日 |
| 23 |  | ピーター・ホリングワース, AC, OBE                                         | 2001年3月29日 - 2003年5月28日 |
| 24 |  | マイケル・ジェフリー少将, AC, CVO, MC                                     | 2003年5月28日 - 2008年9月5日  |
| 25 |  | デイム・クエンティン・ブライス, AC, CVO                                   | 2008年9月5日 - 2014年3月28日  |
| 26 |  | サー・ピーター・コスグローブ大将, AK, MC                                  | 2014年3月28日 - 2019年7月1日  |
| 27 |  | デイヴィッド・ハーリー大将, AC, DSC, FTSE                                 | 2019年7月1日 - 2024年7月1日   |
| 28 |  | サム・モスティン, AO                                                      | 2024年7月1日 - 現職           |